# Węgorzewo
Węgorzewo [vɛŋgɔˈʒɛvɔ] (deutsch Angerburg, litauisch Ungura oder Unguris) ist eine Stadt mit etwa 11.300 Einwohnern in der polnischen Woiwodschaft Ermland-Masuren. Sie ist Sitz der gleichnamigen Stadt-und-Land-Gemeinde mit 16.443 Einwohnern (Stand 31. Dezember 2020).

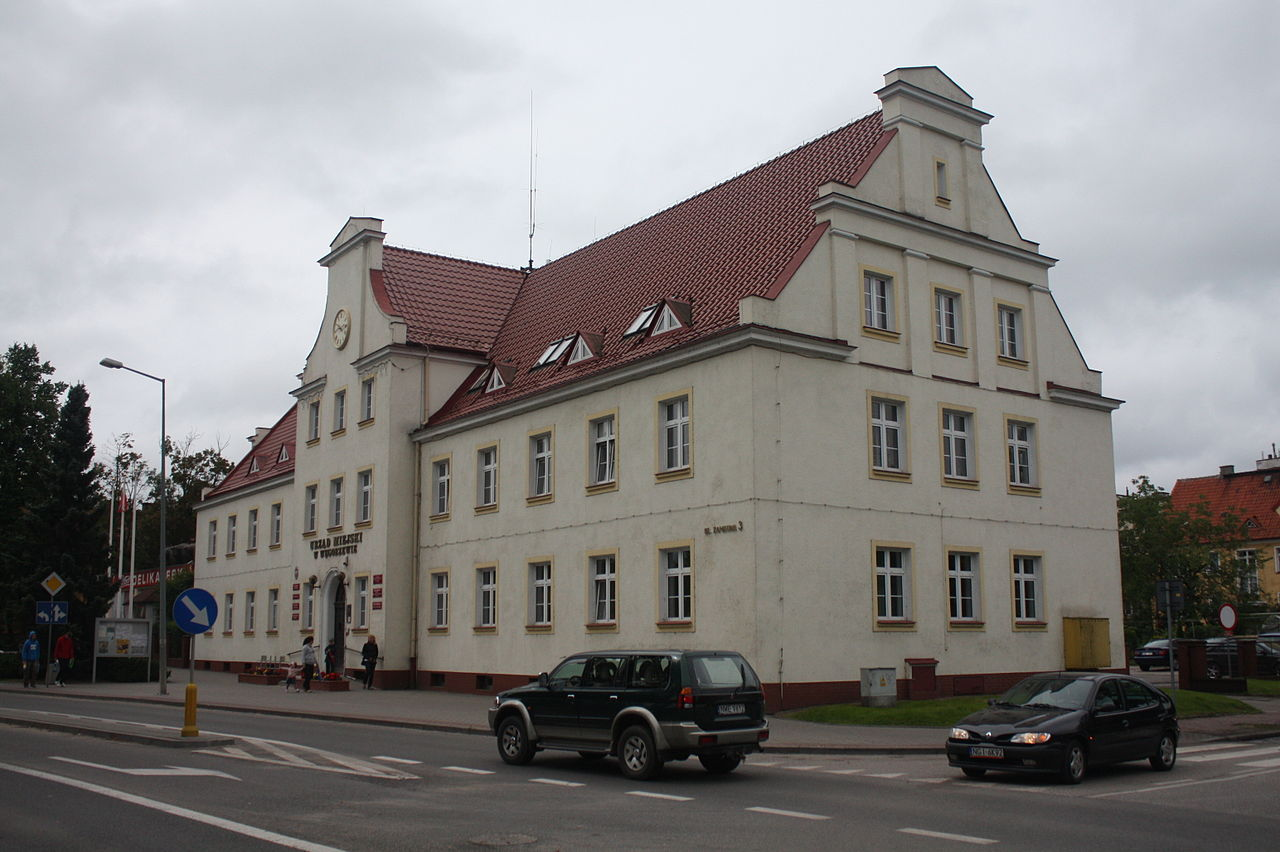
Rathaus Węgorzewo

Die Stadt ist eines der Zentren in der Region Ermland-Masuren. Ihr Name leitet sich von den Aalen, altpreußisch angurgis (polnisch Węgorz, litauisch Ungurys) ab, die hier früher in großer Zahl gefangen wurden.

## Geographische Lage
Der Ort liegt in der Masurischen Seenplatte im historischen Ostpreußen am Ausfluss der Angerapp (Węgorapa) in den Mauersee (Mamry) bzw. Schwenzaitsee, etwa 95 Kilometer (Luftlinie) südöstlich von Königsberg (Kaliningrad) und 22 Kilometer nördlich der Stadt Lötzen (Giżycko). Die Entfernung zur Grenze der russischen Oblast Kaliningrad im Norden beträgt 20 Kilometer.

## Geschichte

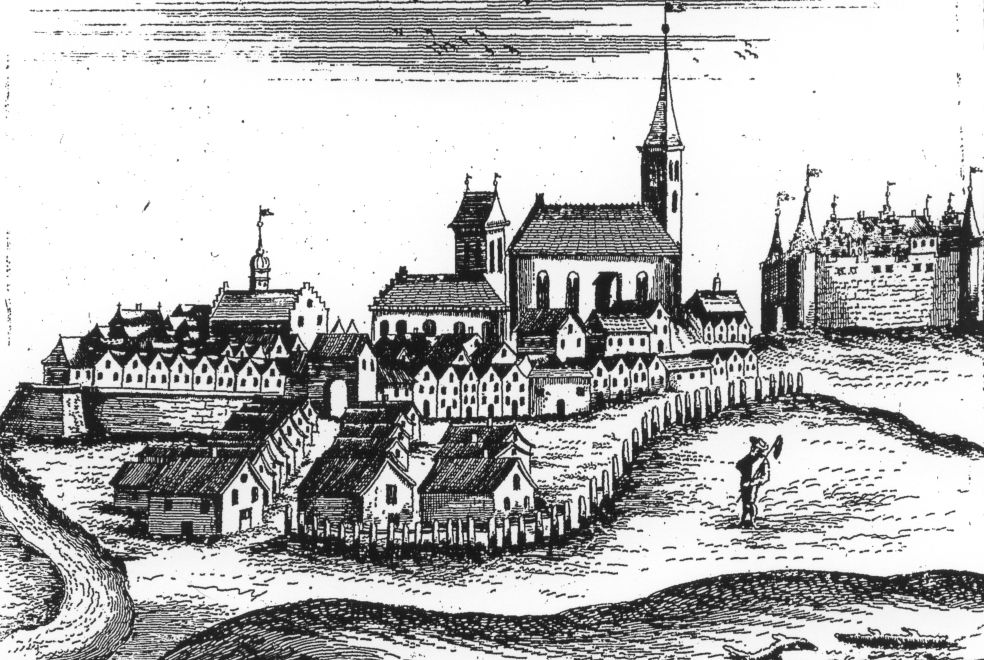
Angerburg 1684 (Christoph Hartknoch)

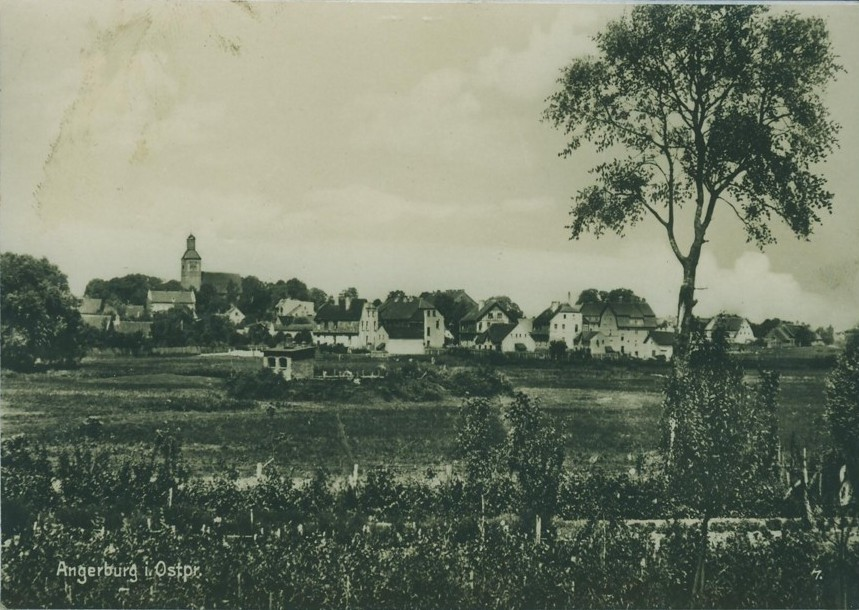
Historische Ansicht von Angerburg

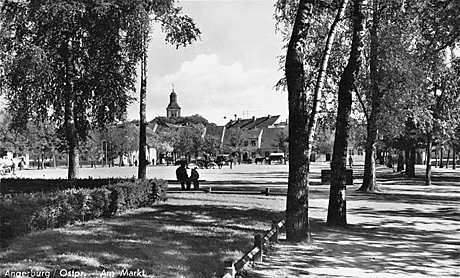
Historische Ansicht des Neuen Marktes in Angerburg

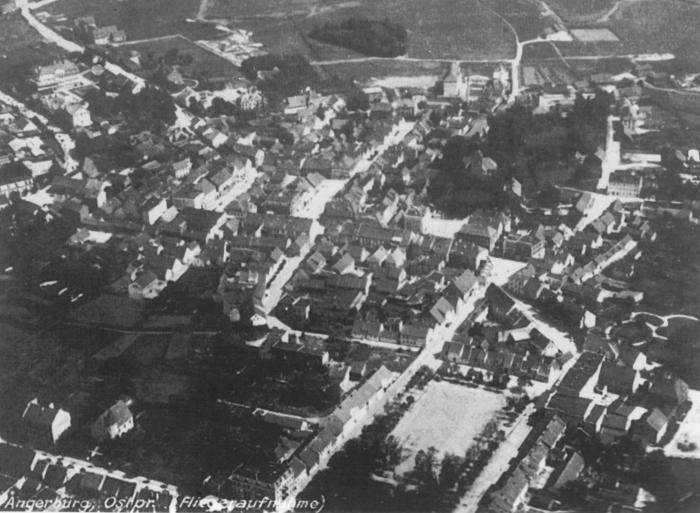
Alte Fliegeraufnahme der Angerburger Altstadt, vorne rechts der Neue Markt, hinten rechts der mit Linden umstandene Kirchberg

### Mittelalter
Schon in einer Chronik aus dem Jahre 1335 wird eine „Angirburg“ erwähnt, bestehend aus einem Blockhaus, einer Palisade und einem Wachturm. In einem weiteren Dokument von 1341 wird berichtet, dass bei der Angerburg zwölf Prußen wegen treuer Dienste mit Land an den Flüssen Worape und Angrabe (Angerapp) vom Ritterorden belohnt wurden. 1363 zerstörte der litauische Großfürst Kynstudt die Angerburg. Doch an gleicher Stelle errichtete der Ritterorden dreißig Jahre später eine neue Burg, diesmal aus Stein. Sie sollte der weiteren Erschließung des Landes dienen.
Ende des 15. Jahrhunderts war die Gegend um die Angerburg bereits besiedelt. Es wurde Landwirtschaft betrieben und für den Bau einer Wassermühle der Mauersee bzw. Schwenzaitsee aufgestaut. Um 1450 hatte sich bei der Burg eine Ortschaft entwickelt, deren Name abwechselnd als Neudorf oder Gerothwol erwähnt wird.

### Frühe Neuzeit
Nach der Gründung des Herzogtums Preußen wurde die Angerburg Sitz des Amtshauptmanns. Dem Ort „Neudorf“ wurde am 4. April 1571 auf Antrag seiner Bewohner das Stadtrecht und der Name Angerburg verliehen. Bei einem Großbrand im Jahre 1608 wurden weite Teile der Stadt vernichtet, unter ihnen die 1528 errichtete Holzkirche und das gerade zwanzig Jahre alte Rathaus.

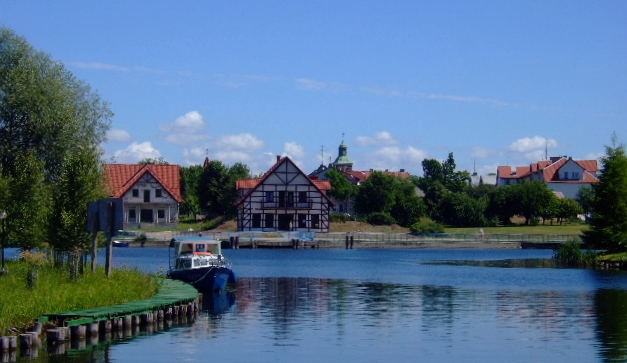
Blick auf die Stadt von der Angerapp aus Richtung Mauersee

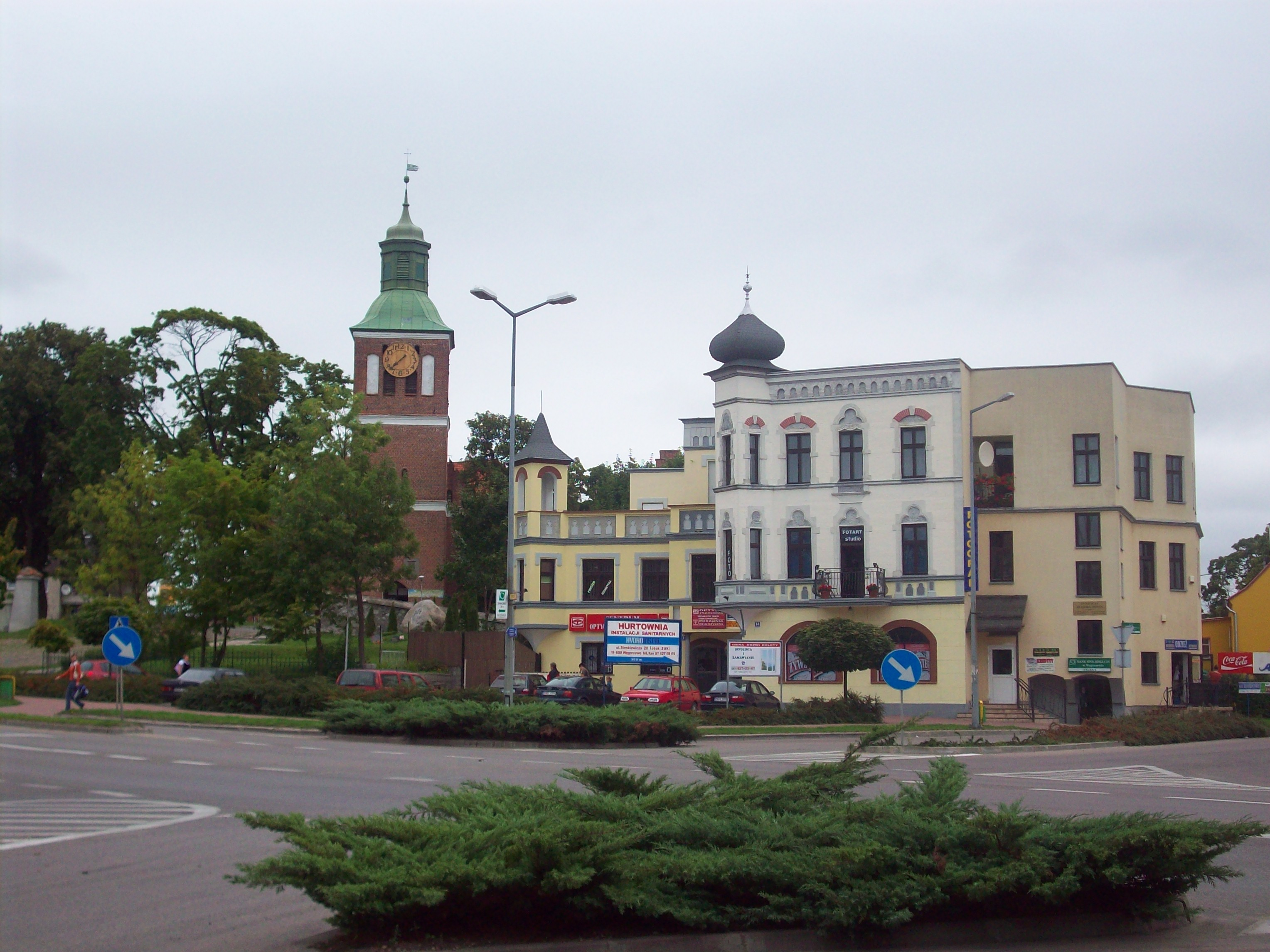
Stadtzentrum mit Pfarrkirche

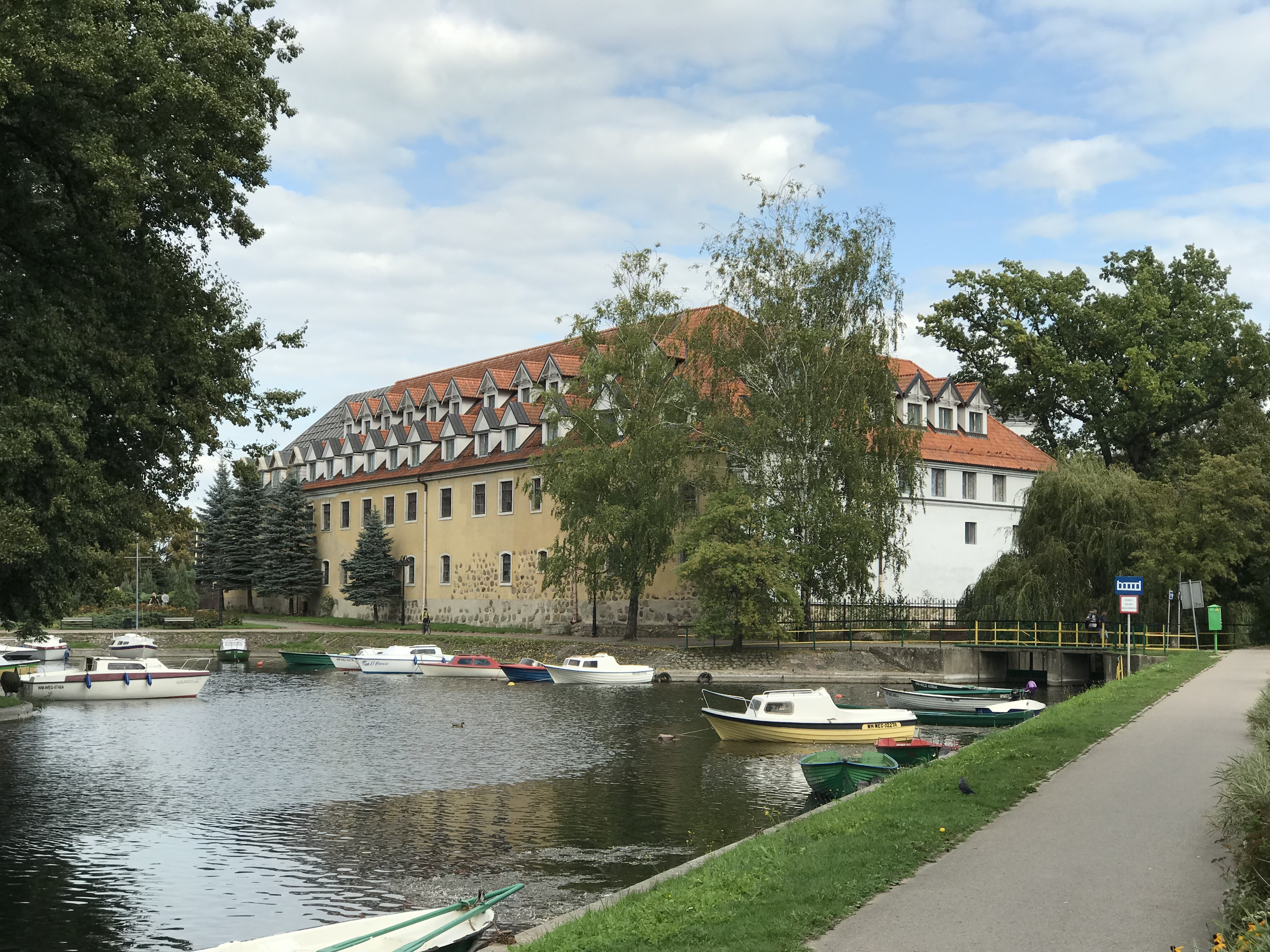
Blick auf das Schloss (2018)

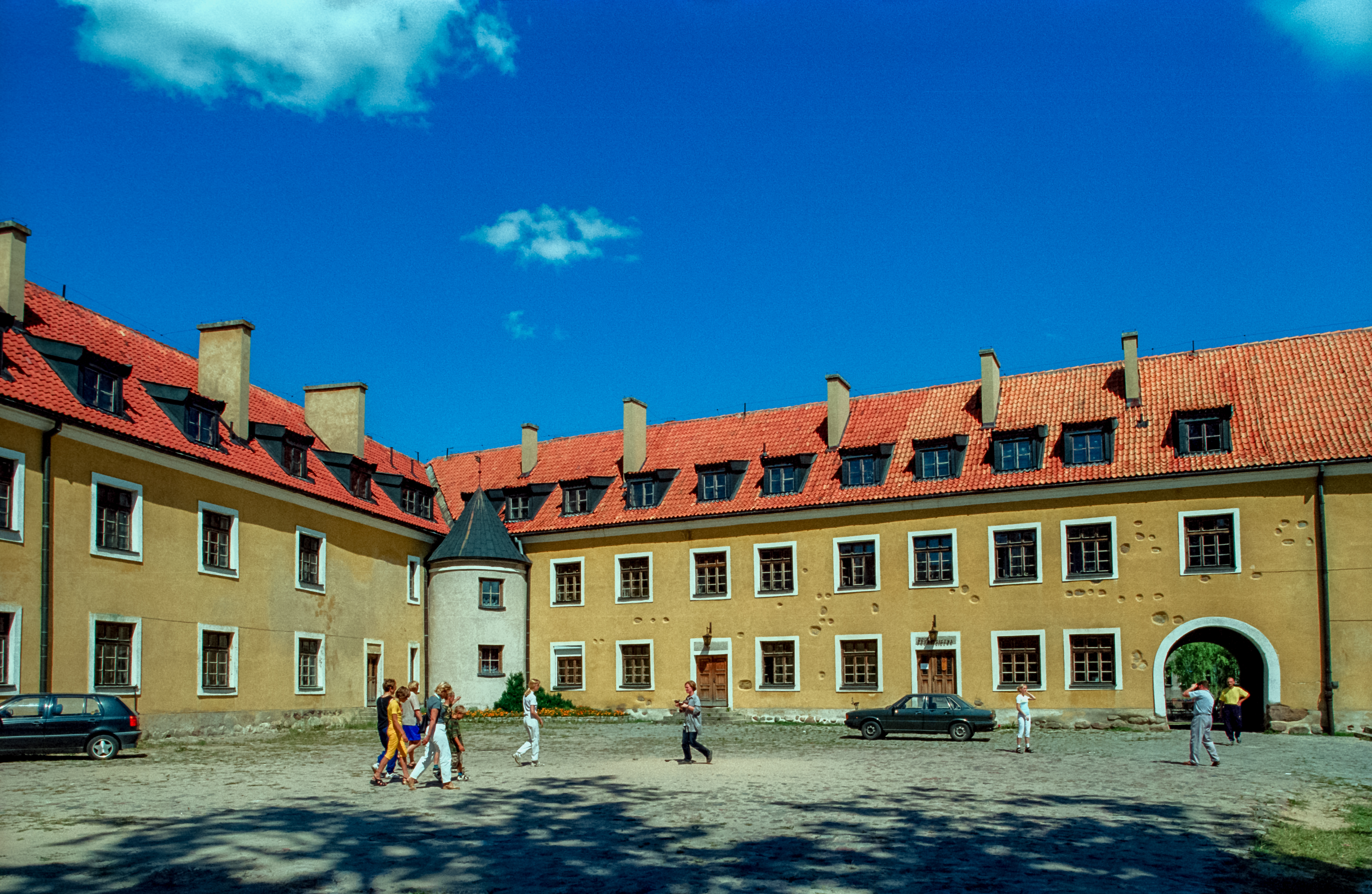
Innenhof des Schlosses

In den folgenden Jahrzehnten hatte die Stadt unter dem schwedisch-polnischen Krieg, den Tatareneinfällen und mehreren Pestepidemien, zuletzt 1710, zu leiden. Aufschwung erfuhr die Stadt erst wieder, als 1718 Angerburg zur Garnisonsstadt ernannt wurde. Zur Förderung der Wirtschaft wurde an der Angerapp ein Hafen gebaut, 1740 erhielt die Stadt ein Wasserleitungssystem und die Garnison baute zehn Kasernen. Zu dieser Zeit hatte Angerburg etwa 1800 Einwohner. Danach litten die Bewohner wieder unter den kriegerischen Auseinandersetzungen. Im Siebenjährigen Krieg besetzten russische Truppen die Stadt, in den napoleonischen Kriegen schleppten zuerst die Russen Typhus ein, anschließend plünderten Franzosen und Polen die Stadt.

### 19. Jahrhundert
1818 wurde Angerburg Kreisstadt des gleichnamigen Landkreises in Ostpreußen. 1820 trat wieder eine positive Entwicklung für die Stadt ein, ein Lehrerseminar und eine Taubstummenschule wurden eröffnet. Die Einwohnerzahl stieg auf 3500. Die Kanalisierung der Angerapp und der Ausbau des Hafens 1856 ließen das Gewerbe der Stadt weiter expandieren. Allerdings musste es die Stadt hinnehmen, dass 1858 die Garnison verlegt wurde. Auch das Landgericht und die Staatsanwaltschaft zogen von Angerburg weg, weil der Kreistag die Anbindung der Stadt an das neu entstehende Landstraßennetz und die Eisenbahn verhinderte. In Angerburg bestand bis 1824 das Stadt- und Amtsgericht Angerburg. 1824 wurde daraus das Land- und Stadtgericht Angerburg gebildet. Ab 1849 bestand das Kreisgericht Angerburg und ab 1879 das Amtsgericht Angerburg im Sprengel des Landgerichts Lyck.
Erst als 1898 endlich ein Bahnanschluss geschaffen wurde, konnte sich Angerburg als Handelszentrum etablieren. Große Bedeutung erfuhr die Stadt durch die Errichtung der Behindertenanstalt Bethesda, durch die sie deutschland- und europaweit bekannt wurde. Im 1842 gegründeten Verlag Priddat erschien die Zeitung Bote am Mauersee. Im Jahre 1886 wurde eine zweite Druckerei gegründet, die von 1905 an die Angerburger Kreiszeitung herausbrachte. Diese beiden Zeitungen wurden 1936 zwangsweise vereinigt.

### 20. Jahrhundert
Kurz vor Beginn des Ersten Weltkrieges wurde Angerburg wieder Garnisonsstadt. Zu diesem Zeitpunkt war die Bevölkerung auf 5800 Einwohner gestiegen. Bei der Schlacht an den Masurischen Seen im September 1914 kam es in der Umgebung Angerburgs zu heftigen Kämpfen. In der Nähe von Angerburg liegt der deutsch-russische Soldatenfriedhof Jägerhöhe. Der Krieg beeinträchtigte die Stadt nur wenig, und nach seinem Ende wuchs sie durch neue Siedlungsbauten.
Durch die Aufnahme eines regelmäßigen Schiffsverkehrs auf der Angerapp entstand mit dem Fremdenverkehr ein neuer Wirtschaftszweig. Angerburg war ein Zentrum des deutschen Eissegelns. Mehrfach wurden Europameisterschaften auf dem Mauersee durchgeführt.
Zum Zeitpunkt der Machtübernahme durch die Nationalsozialisten 1933 lebten 7700 Menschen in der Stadt, die zunächst vom Einzug eines Reiterregimentes profitierte. Durch Eingemeindungen wuchs Angerburg weiter an, bei der letzten deutschen Volkszählung 1939 wurden 9.846 Einwohner ermittelt.
Als gegen Ende des Zweiten Weltkriegs die Rote Armee näher rückte, wurde Angerburg, anders als die östliche Nachbarstadt Goldap, nicht von der deutschen Wehrmacht verteidigt, sondern im Zuge einer Frontbegradigung von ihr aufgegeben. Dadurch konnten die Einwohner planmäßiger als andernorts die Flucht antreten. Da die Rote Armee bereits auf Elbing vorgestoßen und Ostpreußen abgeschnitten war, blieb den meisten Angerburgern nur die Flucht über das Frische Haff oder den Seehafen Pillau. Am 25. Januar 1945 besetzte die Sowjetarmee kampflos die verlassene Stadt und brannte sie zu einem großen Teil nieder. In der Altstadt blieben nur wenige Gebäude erhalten. Der Stadtkern wurde zu etwa 80 % zerstört.
Im März 1945 unterstellte die Rote Armee die Stadt unter die Verwaltung der Volksrepublik Polen. Diese benannte Angerburg zunächst in Węgobork, dann in Węgorzewo um und unterzog die vorgefundenen Einwohner im Zuge der Flucht und Vertreibung Deutscher aus Mittel- und Osteuropa einer „Verifizierung“, die, verbunden mit der Besiedlung durch Polen, einen nahezu völligen Bevölkerungswechsel zur Folge hatte. Unter den Neusiedlern waren zahlreiche Ukrainer aus den Beskiden.
Nach dem Ende der Volksrepublik 1989 gewann der Ort vor allem an Bedeutung für den Fremdenverkehr der Masurischen Seenplatte.

### Einwohnerzahlen
| Jahr | Einwohner | Anmerkungen                                                                  |
| ---- | --------- | ---------------------------------------------------------------------------- |
| 1782 | 02.213    | ohne die Garnison (ein Bataillon Infanterie)                                 |
| 1875 | 04.108    | [ 6 ]                                                                        |
| 1880 | 04.327    | [ 6 ]                                                                        |
| 1890 | 04.301    | [ 6 ]                                                                        |
| 1910 | 05.855    | [ 6 ]                                                                        |
| 1925 | 06.911    | [ 6 ]                                                                        |
| 1933 | 07.823    | [ 6 ]                                                                        |
| 1939 | 09.846    | davon 9.198 Evangelische, 324 Katholiken, 120 sonstige Christen und 16 Juden |
| 2007 | 11.634    | [ 7 ]                                                                        |

## Kirche
Vor 1478 hatte der Flecken Angerburg noch keine eigene Kirche; die Einwohner waren auf die Kirche in Engelstein angewiesen, die wohl die älteste der Region war. 1489 erteilte der ermländische Bischof Lucas Watzenrode die Genehmigung zum Bau einer Kapelle in Angerburg.

### Evangelisch

#### Kirchengebäude

##### Pfarrkirche

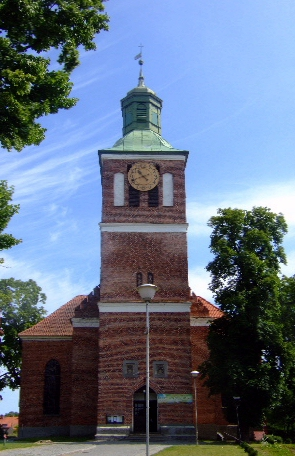
Kirche St. Peter und Paul

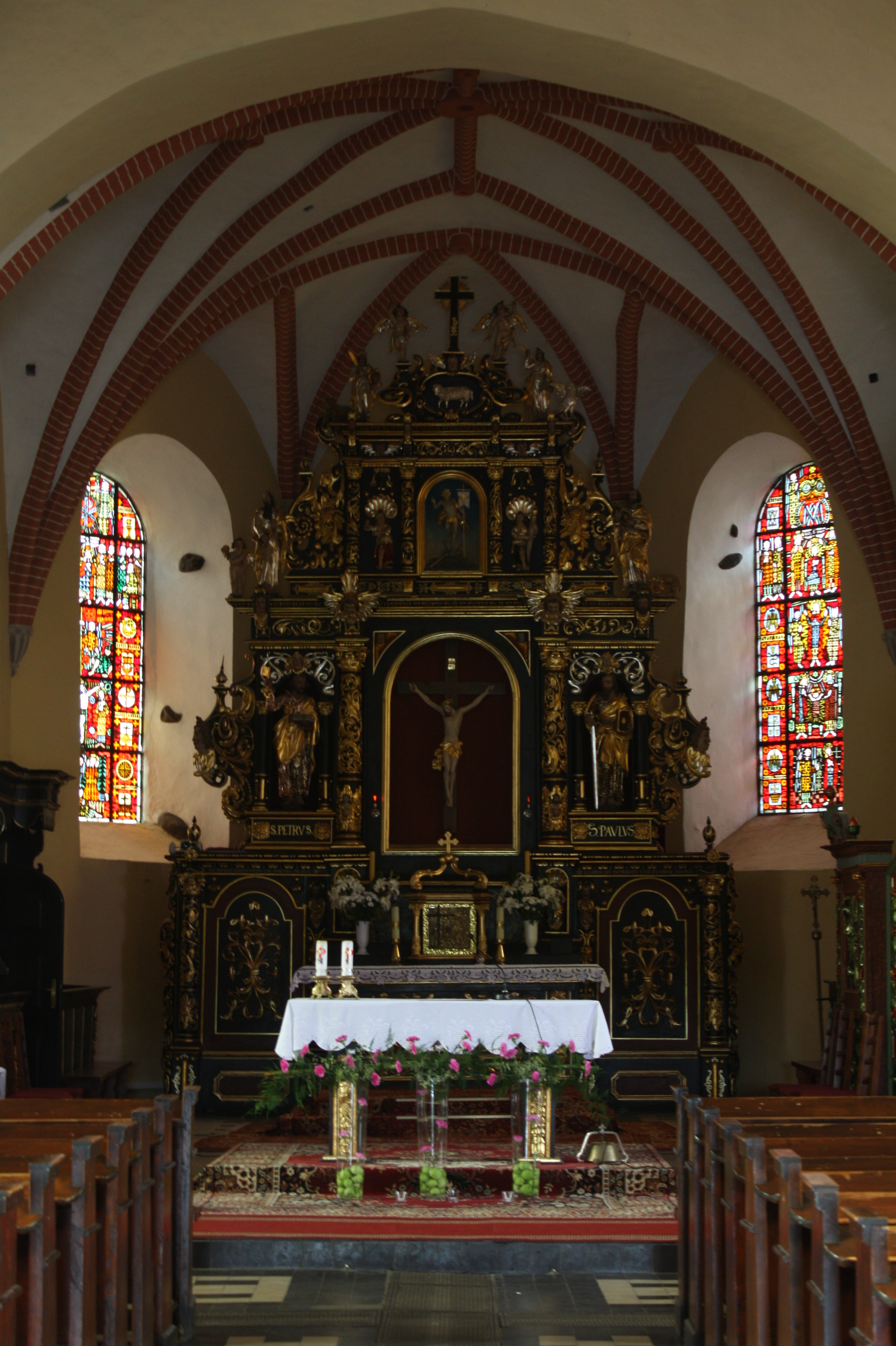
Blick auf den Schnitzaltar von 1652 eines Königsberger Meisters in der Pfarrkirche

Eine Kirche aus Holz errichtete man bereits im Jahre 1528. Sie wurde 1605 bis 1611 durch einen Backsteinbau ersetzt – der letzten Kirche gotischen Stils in Ostpreußen. Das Gotteshaus hat einen dreiseitig geschlossenen Chor und einen vorgesetzten Westturm. Der reich geschnitzte Altar stammt aus dem Jahr 1652 und wurde von einer Königsberger Werkstatt gefertigt. Die Orgel stammt aus 1647/48 und der Werkstatt von Joachim Thiele in Rastenburg (polnisch Kętrzyn). Im frühen 18. Jahrhundert erweiterte man die Kirche durch einen Anbau von Querflügeln. Der Turm wurde 1743 erhöht, seine Haube mit Laterne erhielt er 1826.
Die Kirche ist heute ein Gotteshaus der Römisch-katholischen Kirche und den Aposteln Petrus und Paulus geweiht.

##### Kreuzkirche
In den Jahren 1930 bis 1933 wurde der Neubau der Anstaltskirche des Angerburger „Krüppelheims“ errichtet und am 2. Oktober 1933 eingeweiht, der man den offiziellen Titel „Bethesda-Jubiläums-Kreuzkirche“ gab. Sie dient heute als Gotteshaus der Griechisch-katholischen Kirche.

#### Kirchengemeinde
Schon bald nach Einführung der lutherischen Reformation wurde im Jahre 1528 in Angerburg eine evangelische Kirchengemeinde gegründet. Hier nahmen zwei Geistliche ihren Dienst auf, verstärkt um einen Hilfsprediger zu Beginn des 20. Jahrhunderts. Bis 1726 war die Kirchengemeinde in die Inspektion Rastenburg (Kętrzyn) eingegliedert, bis 1945 war Angerburg dann Sitz und namensgebend für einen eigenen Kirchenkreis (Synode) innerhalb der Kirchenprovinz Ostpreußen der Kirche der Altpreußischen Union.
Zur Kirchengemeinde Angerburg gehörten im Jahre 1925 insgesamt 10.000 Gemeindeglieder, von denen mehr als zwei Drittel in der Stadt lebten. Neben der Stadtkirchengemeinde mit ihrem weitflächigen Kirchspiel gab es seit 1912 die Anstaltsgemeinde der Betreuungseinrichtung „Bethesda“ mit der Kreuzkirche.
Flucht und Vertreibung der einheimischen Bevölkerung in Kriegsfolge ließen 1945 das kirchliche Leben der evangelischen Gemeinden zum Erliegen kommen. Heute leben nur wenige evangelische Einwohner in Węgorzewo, die von der Pfarrei in Giżycko (Lötzen) als Filialgemeinde betreut werden. Sie gehört zur Diözese Masuren der Evangelisch-Augsburgischen Kirche in Polen. Die der griechisch-katholischen Gemeinde gehörende Kreuzkirche dient ihnen in Mitbenutzung als Gotteshaus.

#### Kirchenkreis Angerburg
Bis 1945 war Angerburg Sitz einer Superintendentur für einen Kirchenkreis mit zehn Pfarreien und elf Gemeinden:
| Name                  | Änderungsname 1938 bis 1945 | Polnischer Ortsname |  | Name               | Änderungsname 1938 bis 1945 | Polnischer Ortsname  |
| --------------------- | --------------------------- | ------------------- |  | ------------------ | --------------------------- | -------------------- |
| Angerburg-Pfarrkirche |                             | Węgorzewo           |  | Kruglanken         |                             | Kruklanki            |
| Angerburg-Kreuzkirche |                             | Węgorzewo           |  | Kutten             |                             | Kuty                 |
| Benkheim              |                             | Banie Mazurskie     |  | Olschöwen          | Kanitz                      | Olszewo Węgorzewskie |
| Buddern               |                             | Budry               |  | Possessern         | Großgarten                  | Pozezdrze            |
| Engelstein            |                             | Węgielsztyn         |  | Rosengarten- Doben |                             | Radzieje Doba        |

### Römisch-katholisch

#### Kirchengebäude

##### Kirche Zum Guten Hirten
Im Jahre 1913 wurde in Angerburg eine erste katholische Kirche errichtet und „Kirche Zum Guten Hirten“ (polnisch Kościół Dobrego Pasterza) genannt. Bis heute dient sie als römisch-katholisches Gotteshaus. Am 9. Juni 2013 wurde mit einem Festgottesdienst das 100-jährige Bestehen gefeiert.

##### Kirche St. Peter und Paul
Nach 1945 übernahm die Römisch-katholische Kirche in Polen die bisher der evangelischen Gemeinde gehörende aus dem 17. Jahrhundert stammende Pfarrkirche. Sie war nur unwesentlich im Kriege in Mitleidenschaft gezogen worden, dennoch wurden in der Folgezeit Restaurierungsarbeiten erforderlich. Sie ist heute die größte katholische Kirche in Węgorzewo und den Aposteln Peter und Paul (polnisch Kościół Św. Apostołów Piotra i Pawła) gewidmet.

##### Kirche der Muttergottes von Fatima
In den Jahren 1988/89 erbaut konnte die jüngste aller Kirchen in Węgorzewo am 27. Juni 1989 von Bischof Edmund Piszcz geweiht werden. Die ist der Gottesmutter von Fatima gewidmet (polnisch Kościół Matki Bożej Fatimskiej).

#### Pfarrgemeinden
Eine katholische Pfarrgemeinde existierte in Angerburg erst seit dem Beginn des 20. Jahrhunderts. Sie gehörte zum Bistum Ermland und war für etwa 200 Gemeindeglieder in Angerburg und Umgebung zuständig. Heute gibt es in Węgorzewo drei Pfarrgemeinden, die im Dekanat Węgorzewo mit sechs Umlandgemeinden zusammengeschlossen sind. Es ist Teil des seit 1992 bestehenden Bistums Ełk (Lyck) der Römisch-katholischen Kirche in Polen.

#### Dekanat Węgorzewo
Das Dekanat Węgorzewo ist eines von 21 Dekanaten im Bistum Ełk. Ihm sind neun Pfarrgemeinden zugeordnet:

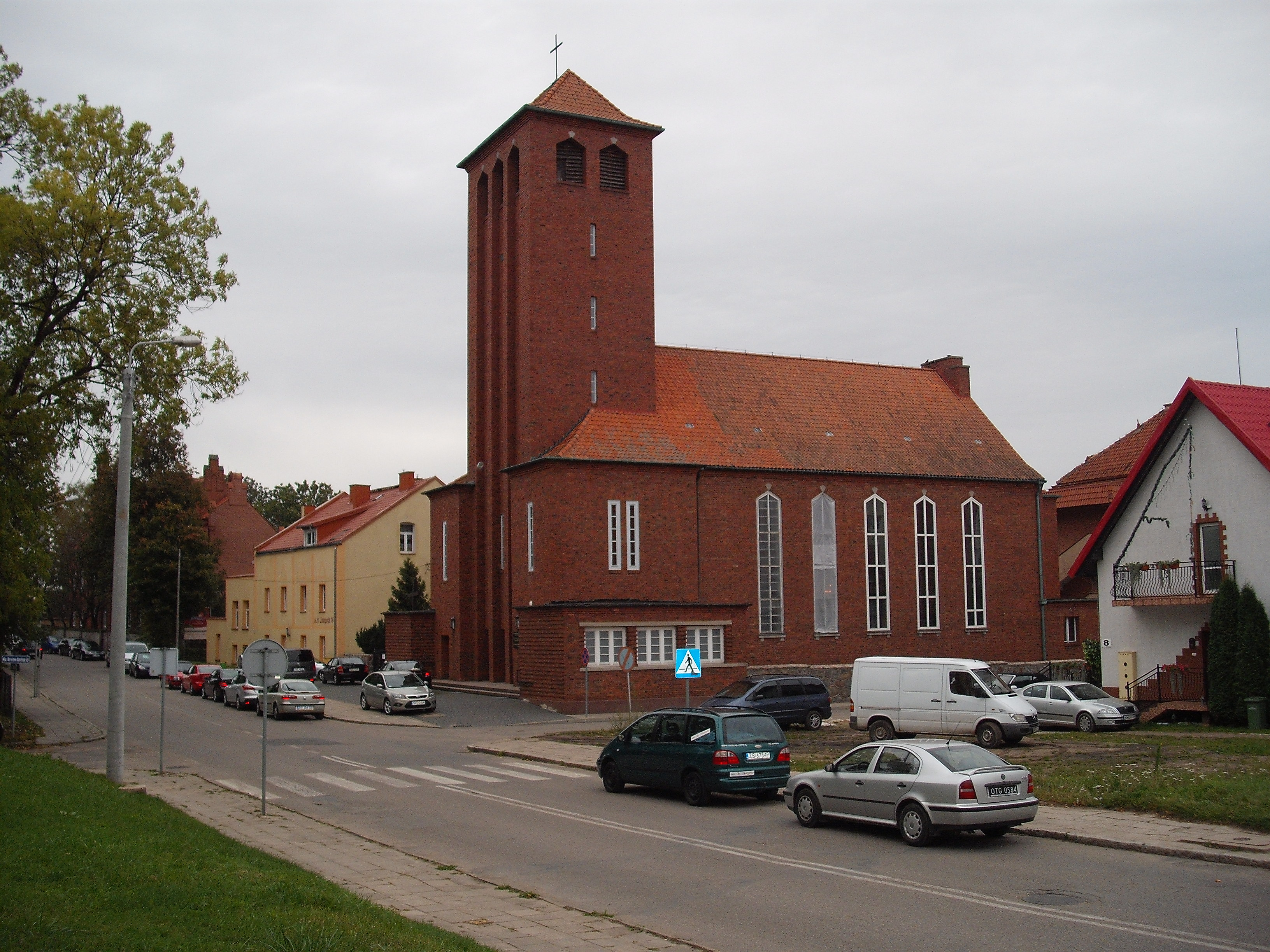
Griechisch-katholische Kreuzkirche

| Name                                | Deutscher Name | Änderungsname 1938 bis 1945 |
| ----------------------------------- | -------------- | --------------------------- |
| Budry                               | Buddern        |                             |
| Kuty                                | Kutten         |                             |
| Olszewo Węgorzewskie                | Olschöwen      | Kanitz                      |
| Pozezdrze                           | Possessern     | Großgarten                  |
| Radzieje                            | Rosengarten    |                             |
| Węgielsztyn                         | Engelstein     |                             |
| Węgorzewo (Zum Guten Hirten)        | Angerburg      |                             |
| Węgorzewo (St. Peter und Paul)      | Angerburg      |                             |
| Węgorzewo (Muttergottes von Fatima) | Angerburg      |                             |

### Griechisch-katholisch
In Węgorzewo besteht eine Gemeinde der Ukrainischen griechisch-katholischen Kirche. Ihr Gotteshaus ist die frühere Bethesda-Anstaltskirche, die ihren früheren Namen „Kreuzkirche“ (polnisch Cerkiew Św. Krzyża) beibehalten konnte. Sie war vorübergehend im Besitz der Evangelischen Kirche, die sie jedoch der Griechisch-katholischen Gemeinde übereignete. Dafür dürfen hier auch evangelische Gottesdienste stattfinden.

## Wappen
Blasonierung: „In Blau ein wachsender, quadratischer, über Eck gestellter, silberner Zinnenturm mit schwarzgefugtem, vorkragendem Sockel und rotem Zeltdach, roter Turmkugel und silberner, links abwehender Windfahne, rechtsseitig drei Bogenfenster 2:1, oben schwarz, unten silbern, auf der Frontseite ein geteilter Schild bis über die Sockelkante, oben in Silber ein wachsender, goldbewehrter Adler mit goldenen Kleestängeln, unten von Silber und Schwarz geviert.“
Wappenerklärung: Der rote Adler weist auf den Markgrafen von Brandenburg hin, das silber-schwarze Schachbrettmuster auf die Hohenzollern. In ähnlicher Form werden diese Symbole auch in den Wappen der nahe gelegenen Gemeinden Gołdap und Olecko (Treuburg) verwendet. - Das Stadtwappen wurde durch Herzog Albrecht Friedrich von Preußen im Jahre 1571 erteilt.

## Sehenswürdigkeiten
- Kirche St. Peter und Paul (röm.-kath.)
- Ehrenfriedhof Jägerhöhe
- Schloss aus dem 14. Jahrhundert.
- Rathaus aus dem 19. Jahrhundert.
- Mamry (dt. Mauersee, zweitgrößter See Polens)
- Heilig-Kreuz-Kirche (griech.-kath.)
- Kanopkeberg mit dem Ehrenfriedhof

## Veranstaltungen
- Seven Festival: Musikveranstaltung mit Rock-Konzerten über 4 Tage im Sommer in Węgorzewo.

## Gemeinde
Zur Stadt-und-Land-Gemeinde (gmina miejsko-wiejska) Węgorzewo mit einer Fläche von 341,1 km² gehören die Stadt selbst und 35 Dörfer mit Schulzenämtern.

## Wirtschaft und Verkehr

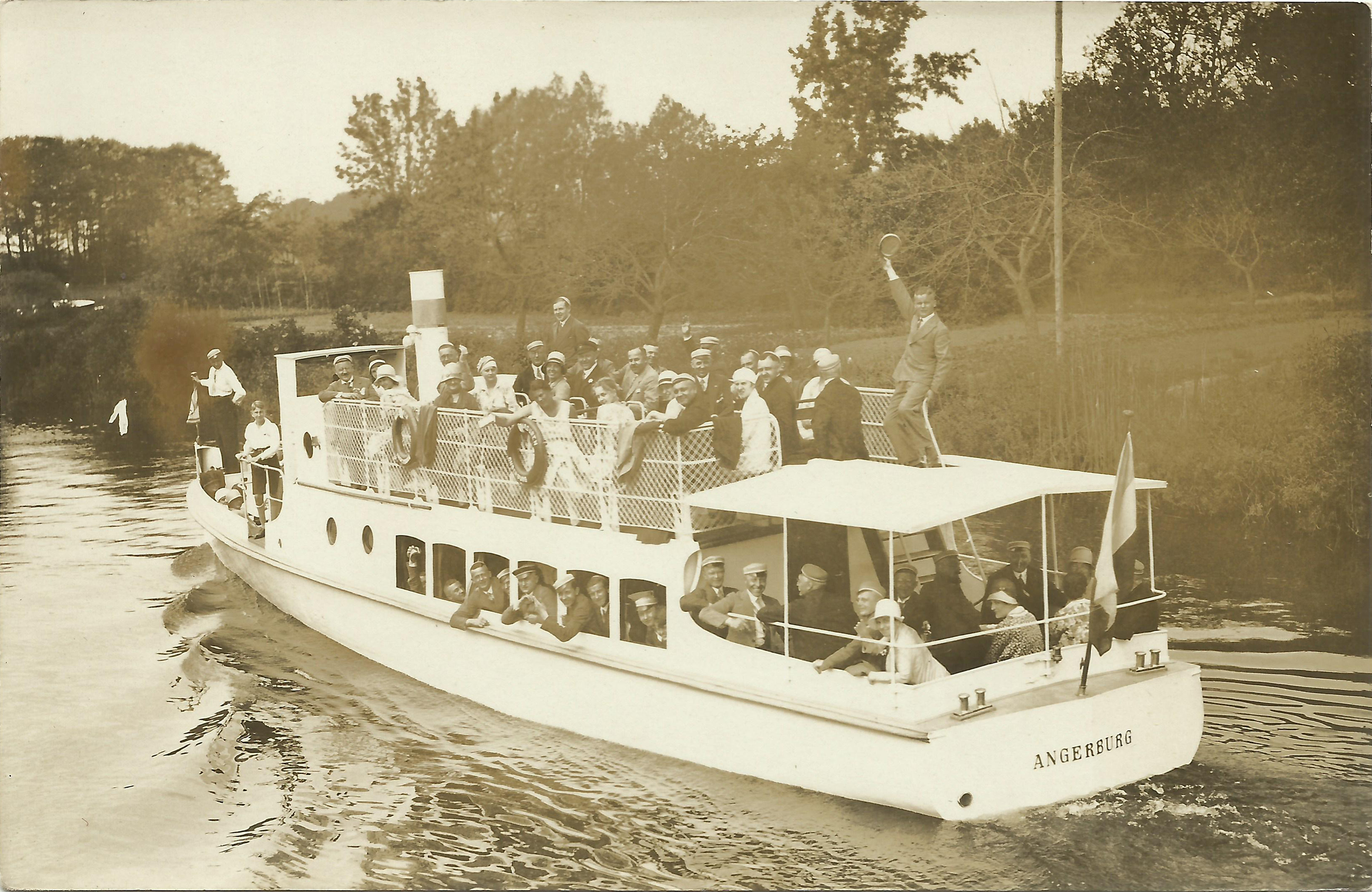
Ausflugsdampfer Angerburg (1929)

Die Wirtschaft belebte sich nach dem 1880 gegründeten Siechen- und Krüppelheim, den »Wohltätigkeitsanstalten Bethesda« und nach 1920 durch den Eissegelsport auf dem Mauersee bzw. Schwenzaitsee.
Als Industriestadt hat Angerburg vor 1945 nie größere Bedeutung gehabt, sondern vor allem als regionales Dienstleistungszentrum. Bekanntester Betrieb war die Fischbrutanstalt, in der vor allem Maränen und Aale gezüchtet wurden. Der Tourismus entwickelte sich hier schon recht früh und ist heute der wichtigste Wirtschaftsfaktor. Die Grenzziehung von 1945 schnitt Angerburg hart vom nördlichen Umland ab.
Nach Stilllegung des Personenverkehrs nach Kętrzyn (Rastenburg) hat die Stadt heute keinen Bahnanschluss mehr. Die Verbindungen nach Gołdap (Goldap) und Giżycko (Lötzen) wurden bald nach Kriegsende demontiert und nicht wieder aufgebaut, die Strecken nach Gussew (Gumbinnen) und Schelesnodoroschny (Gerdauen) wurden durch die Grenze unterbrochen. Węgorzewo ist mit der Dampfern der Weißen Flotte, per Haus- und Segelboot erreichbar. Auch der Stadthafen ist wieder befahrbar.
Im Bahnhofsgebäude in Węgorzewo wurde am 16. September 2017 das 110. Jubiläum zur Eröffnung der Bahnstrecke Rastenburg–Angerburg sowie der 10. Jahrestag des Bestehens des im Bahnhofsgebäude untergebrachten Eisenbahnmuseums gefeiert.

## Persönlichkeiten

### In der Stadt geboren
- Georg Andreas Helwing (1666–1748), Botaniker, lutherischer Pfarrer
- Karl von Walther (1786–1873), preußischer Generalmajor
- Siegfried Heinrich Aronhold (1819–1884), Mathematiker
- Gustav Dodillet (1820–1894), konservativer Reichstagsabgeordneter
- Ferdinand Leopold Krieger (1823–1885), Mitglied des Preußischen Abgeordnetenhauses
- Rodolphe Radau (1835–1911), Astronom und Wissenschaftsjournalist in Paris
- Gustav Bolle (1842–1902), Dramatiker und Romancier
- Ernst Schmidt-Dargitz, bis 1895 Ernst Schmidt (1859–1924), Jurist, Ministerialdirigent und Kolonialbeamter
- Otto Gerlach (1862–1923), Wirtschafts- und Staatswissenschaftler
- Alfred Manigk (1873–1942), Rechtswissenschaftler
- Otto Braun (1882–1969), Verwaltungsjurist und Politiker (NSDAP)
- Max Hein (1885–1949), Historiker und Archivar
- Gustav Brack (1892–1953), Kaufmann, Gewerkschaftsfunktionär, Landespolitiker (SPD/BDS/SED) und Versicherungsdirektor
- Herbert Jankuhn (1905–1990), Archäologe
- Willy Rosenau (1915–1999), Rundfunkbariton, Opernsänger, Gründer des Rosenau-Trios, Entwickler der musikalischen Darbietungsart Hörfolge
- Andreas Hillgruber (1925–1989), Historiker
- Wolfgang Klafki (1927–2016), Erziehungswissenschaftler
- Peter Borowsky (1938–2000), Historiker
- Rainer H. Kluwe (* 1942), Kognitionspsychologe und Hochschullehrer
- Ev-Kathleen Zemke (* 1942), deutsche Tischtennisspielerin
- Karl-Werner Ratschko (* 1943), Mediziner und Historiker, Hauptgeschäftsführer der Ärztekammer Schleswig-Holstein
- Robert Traba (* 1958), polnischer Historiker, Politologe und Kulturwissenschaftler

### Mit der Stadt verbunden
- Otto Streicher (1882–1945), Architekt und sozialdemokratischer Landrat, umgekommen in KZ Auschwitz
- Berthold Beitz (1913–2013), Unternehmer, wuchs zum Teil in Angerburg auf.